# Sclerotium perniciosum
Sclerotium perniciosum är en svampart som beskrevs av Slogt. & K.S. Thomas 1930. Sclerotium perniciosum ingår i släktet Sclerotium och riket svampar.   Inga underarter finns listade i Catalogue of Life.